# Muzeum Ilany Goorové
Muzeum Ilany Goorové (hebrejsky מוזיאון אילנה גור) je soukromé muzeum v Tel Avivu, ve stavebním komplexu staré části města Jaffy (Old Jaffa). Muzeum bylo založeno v roce 1995 izraelskou umělkyní a sběratelkou umění Ilanou Goorovou. Jejich různorodá sbírka umění a kuriozit se někdy nazývá „umělecká džungle“.

## Historie
Muzeum se nachází ve Staré Jaffě v budově z roku 1742 nad přístavem. Budovu starobylé křižácké rezidence a hospicu pro poutníky přestavěl Jakob Zonana, jeden z vůdců židovské komunity v Konstantinopoli. Budova sloužila pro poutníky do Jeruzaléma do poloviny 19. století, potom byla prodána a využívána pro jeden z provozů továrny na mýdlo a parfémy. Po druhé světové válce sloužila budova různým účelům, včetně synagogy a ubytovny.
V 70. letech 20. století  Starou Jaffu stále více objevovali a dosídlovali umělci, kteří v ní žili a pracovali, včetně Ilany Goorové. Otevřena byla četná malá studia a galerie. V roce 1983 koupila Goorová zchátralou křižáckou rezidenci v historickém centru města Jaffa a renovovala budovu, kde původně bydlela a měla studio. V září 1995 otevřela umělkyně v budově muzeum.

## Sbírky
Umělecká díla jsou vystavena v několika podlažích budovy a na střešní terase s výhledem na moře. Kromě vlastních děl Ilany Goorové - soch, neobvyklých šperků a futuristického retro nábytku - kolekce zahrnuje africké a orientální umění, starověké a středověké fragmenty artefaktů a moderní umění novověku; umělecky hodnotné jsou sochy Henryho Moora, Alexandra Archipenka a Diega Giacomettiho, obrazy Josefa Alberse, designové křeslo Franka Gehryho nebo některé starožitné práce řezbářské.
Muzeum je otevřeno od neděle do pátku od 10 do 16 hodin, v sobotu od 10 do 17 hodin místního času.

## Ilana Goorová
Ilana Goorová se narodila 10. července 1936 v Tiberiasu v Izraeli do rodiny s polskými kořeny. Její dědeček, Josef Sapir, byl na počátku 20. století spoluzakladatelem uměleckého hnutí Bezalel School v Palestině. Goorová je výtvarník-autodidakt. Začala sochařit v Los Angeles na konci šedesátých let. V roce 1972 představilo Kalifornské muzeum vědy a průmyslu první výstavu jejích děl v Los Angeles. Následovaly dvě desítky jejích samostatných výstav soch, šperků a designu. Její jedinou realizací v Jaffě je  bronzová socha velryby s vodotryskem na kašně pod budovou muzea. Další sochy jsou například v památníku Jad vašem v Jeruzalémě.